# Chery Exeed TX

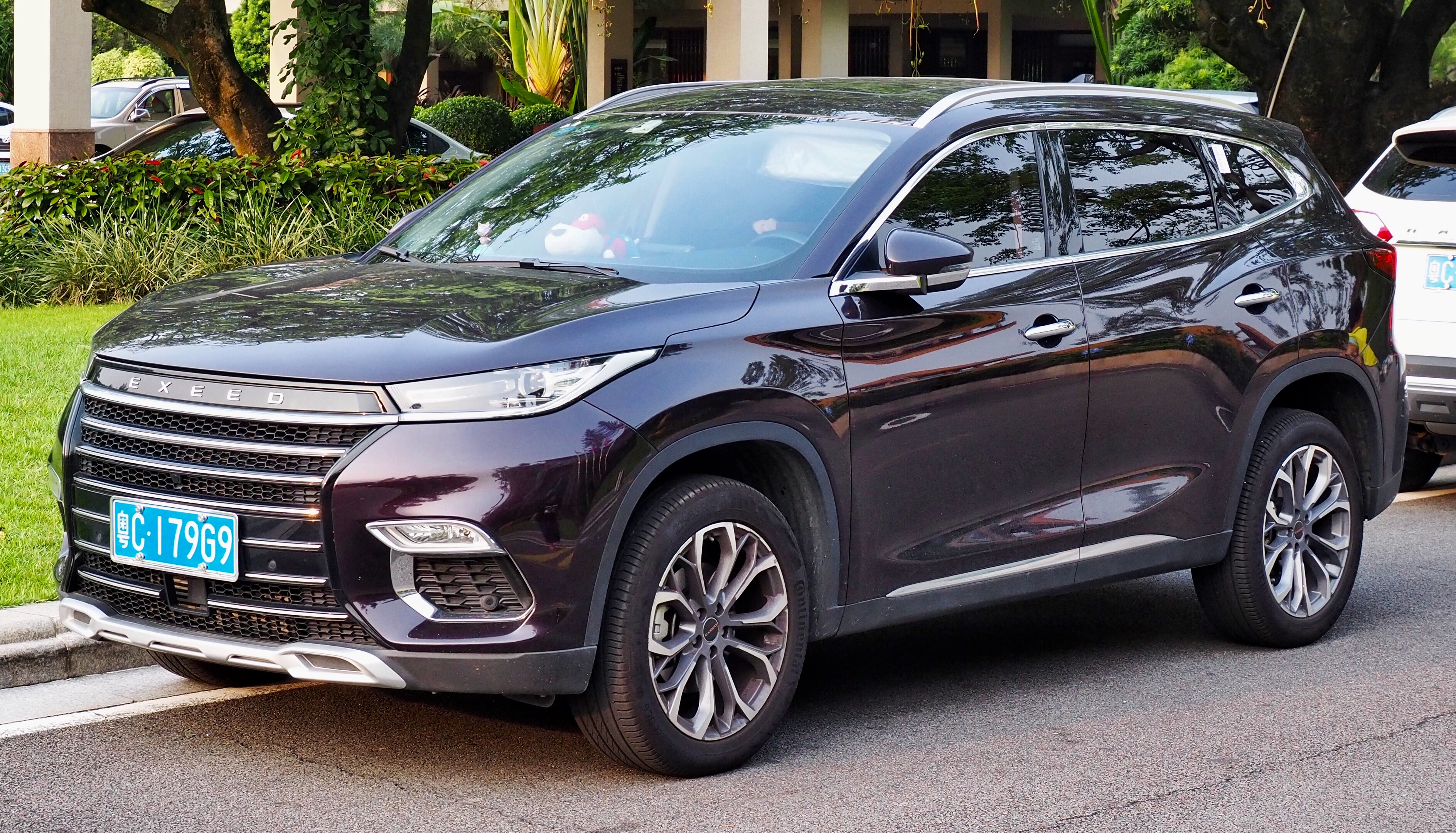
Chery Exeed TXL (seit 2019)

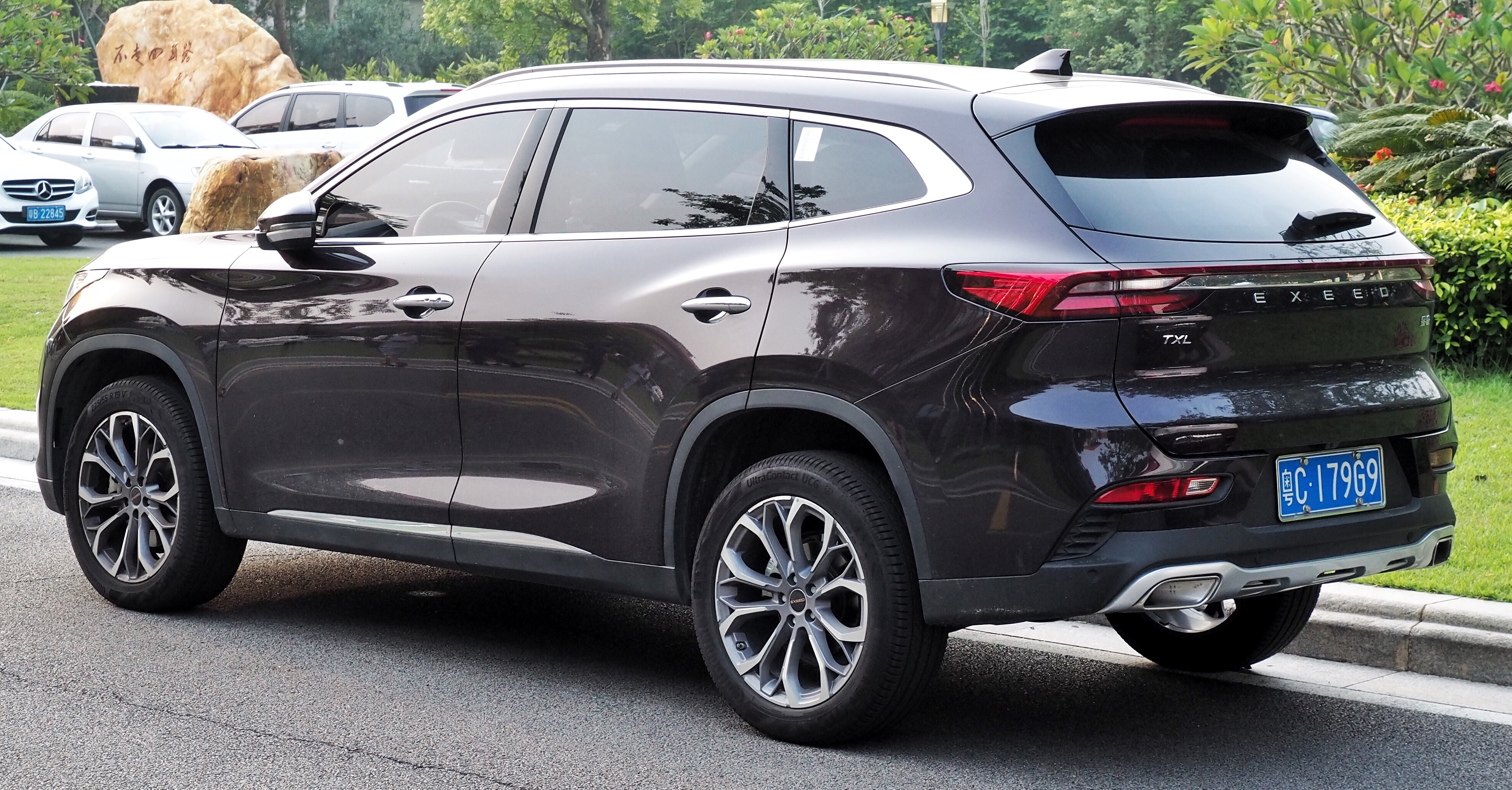
Heckansicht

Der Chery Exeed TX (intern: M31T) ist ein Sport Utility Vehicle des chinesischen Automobilherstellers Chery Automobile, der unter der Marke Chery und der Submarke Exeed vertrieben wird.

## Geschichte
Das Fahrzeug debütierte auf der Internationalen Automobil-Ausstellung im September 2017 in Frankfurt am Main noch als Chery und wird seit Anfang 2019 in China unter der neuen Submarke Exeed verkauft. Neben dem 4,70 Meter langen TX wird mit dem Chery Exeed TXL auch noch eine acht Zentimeter längere, jedoch auch fünfsitzige Variante angeboten. Das Fahrzeug basiert auf der M3X-Plattform von Chery. Auf weiteren Märkten soll das SUV später ebenfalls angeboten werden. So erfolgte die Markteinführung in Russland im Oktober 2020.
Auf der NADA Autoshow in Las Vegas wurde das SUV 2020 unter der US-amerikanischen Automarke Vantas vorgestellt.
Der Exeed TX basiert auf einer neuen  Plattform, die im CTCS (Chery Technical Center Shanghai, heute EXEED) entwickelt wurde. EXEED wurde für die Entwicklung dieser Plattform gegründet und startete 2013 im Eton Place Hotel im Pudong Financial District. 2014 siedelte man um in den ehemaligen brasilianischen Pavillon auf dem World Expo-Gelände. Beim Tag des Systems Engineering in Paderborn wurde am 9. November 2017 in einem Vortrag darüber berichtet, dass das Elektronik-/Elektrik-System der EXEED-Plattform erstmals weltweit vollständig modellbasiert entwickelt wurde.

## Technische Daten
Antriebsseitig steht für den Chery Exeed TX ein 1,6-Liter-Ottomotor zur Verfügung. 2021 folgte ein 2,0-Liter-Ottomotor.
|                                            | 1.6T                             | 1.6T                             | 1.6T                             | 300T                             | 2.0 TDGI                         | 2.0 TDGI                   | 400T                             |
| ------------------------------------------ | -------------------------------- | -------------------------------- | -------------------------------- | -------------------------------- | -------------------------------- | -------------------------- | -------------------------------- |
| Markt                                      | Russland                         | Russland                         | China                            | China                            | Russland                         | Russland                   | China                            |
| Bauzeitraum                                | 10/2020–04/2024                  | seit 04/2024                     | 04/2019–06/2023                  | seit 06/2023                     | 07/2022–04/2024                  | seit 04/2024               | seit 09/2021                     |
| Motorkenndaten                             |                                  |                                  |                                  |                                  |                                  |                            |                                  |
| Motortyp                                   | R4-Ottomotor                     | R4-Ottomotor                     | R4-Ottomotor                     | R4-Ottomotor                     | R4-Ottomotor                     | R4-Ottomotor               | R4-Ottomotor                     |
| Hubraum                                    | 1598 cm³                         | 1598 cm³                         | 1598 cm³                         | 1598 cm³                         | 1998 cm³                         | 1998 cm³                   | 1998 cm³                         |
| max. Leistung bei min−1                    | 137 kW (186 PS) / 5500           | 143 kW (194 PS) / 5500           | 145 kW (197 PS) / 5500           | 148 kW (201 PS) / 5500           | 145 kW (197 PS) / 5000           | 145 kW (197 PS) / 5000     | 192 kW (261 PS) / 5500           |
| max. Drehmoment bei min−1                  | 275 Nm / 2000–4000               | 275 Nm / 2000–4000               | 290 Nm / 2000–4000               | 300 Nm / 2000–4000               | 375 Nm / 1750–3500               | 375 Nm / 1750–3500         | 400 Nm / 1750–4000               |
| Kraftübertragung                           |                                  |                                  |                                  |                                  |                                  |                            |                                  |
| Antrieb, serienmäßig                       | Allradantrieb                    | Allradantrieb                    | Vorderradantrieb                 | Vorderradantrieb                 | Allradantrieb                    | Allradantrieb              | Vorderradantrieb                 |
| Antrieb, optional                          | —                                | —                                | (Allradantrieb)                  | —                                | —                                | —                          | (Allradantrieb)                  |
| Getriebe, serienmäßig                      | 7-Stufen-Doppelkupplungsgetriebe | 7-Stufen-Doppelkupplungsgetriebe | 7-Stufen-Doppelkupplungsgetriebe | 7-Stufen-Doppelkupplungsgetriebe | 7-Stufen-Doppelkupplungsgetriebe | 8-Stufen-Automatikgetriebe | 7-Stufen-Doppelkupplungsgetriebe |
| Messwerte                                  |                                  |                                  |                                  |                                  |                                  |                            |                                  |
| Höchstgeschwindigkeit                      | 185 km/h                         | 200 km/h                         | 187 km/h (185 km/h)              | 200 km/h                         | 200 km/h                         | 210 km/h                   | 210 km/h                         |
| Beschleunigung, 0–100 km/h                 | 9,8 s                            | 10,2 s                           | 10,0 s (10,5 s)                  | k. A.                            | 9,0 s                            | 9,2 s                      | 6,6 s                            |
| Kraftstoffverbrauch auf 100 km, kombiniert | 7,8 l Super                      | 7,7 l Super                      | 6,8 l Super (7,4 l Super)        | 7,4 l Super                      | 8,7 l Super                      | 7,8 l Super                | 7,1 l Super (7,9 l Super)        |